# میکل تون (نیو جرسی)
میکل تون (به انگلیسی: Mickleton) یک منطقهٔ مسکونی در ایالات متحده آمریکا است که در گرینویچ شرقی، نیوجرسی واقع شده‌است. میکل تون ۲۱ متر بالاتر از سطح دریا واقع شده‌است.